# Angel (chanson d'Aerosmith)
Pour les articles homonymes, voir Angel.
Singles de Aerosmith
Dude (Looks Like a Lady)
(1987) Rag Doll
(1988)
Clip vidéo
[vidéo] « Angel », sur YouTube
Angel est une chanson du groupe de rock américain Aerosmith extraite de leur neuvième album studio, Permanent Vacation, paru en 1987.
L'année suivante, la chanson a été publiée en single. C'était le troisième single tiré de cet album.
La chanson a atteint la 3e place aux États-Unis (dans le Hot 100 du magazine américain Billboard dans la semaine du 30 avril 1988), devenant le plus gros hit du groupe aux États-Unis à ce jour-là.
Steven Tyler a écrit cette chanson avec l'auteur-compositeur professionnel Desmond Child. Cette ballade lisse était complètement hors du style du groupe, qui était connu pour son humour grivois, mais Tyler a décidé de faire un compromis commercial. Devenue un succès, la chanson a donné lieu à des nouvelles power ballads au cours des prochaines années (comme Amazing, I Don't Want to Miss a Thing etc.)